# 小田美智子
小田 美智子（おだ みちこ、1975年2月9日 - ）は、日本の元声優。大阪府出身。青二塾 大阪校を経て、青二プロダクションに所属していた。

## 来歴
テレビアニメ『機動戦士Ζガンダム』の最終回を見ていた時に「アニメの声優というのは現実には起こり得ない、舞台でも表現できないようなことを表現できるんだな」と感銘を受けて、それがきっかけで声優を目指した。
生地の大阪にて声優養成所の青二塾 大阪校に入塾、才能を認められ、卒業後に東京へ行き、青二プロダクションにジュニア所属し、デビューする。その後ジュニアから準所属への昇格を経て正式に正所属となる。
初仕事で『機動戦士Ζガンダム』の主役を演じていた飛田展男と共演していた時は運命的なものを感じていたという。
1996年の8月ごろに『センチメンタルグラフティ』にて前期採用組の6人のうちの1人として綾崎若菜役を担当することになり、同じ前期採用組に鈴木麻里子・米本千珠・豊嶋真千子・前田愛・満仲由紀子の5人が起用される。その中でも前田愛とは同じ関西の出身（前田は兵庫県神戸市）であり、声優養成所の同期でもあるということから非常に仲が良い。
TBSラジオにて1999年4月から2000年3月まで放送されたラジオ番組『ONLYセンチメンタルナイト2』でパーソナリティを務めた後、しばらくしてから結婚を機に引退準備として青二プロダクションを退職。しばらくの間はフリーで声優活動を続けていたが、結婚後の生活が落ち着いたため、声優業を正式に引退した。
その後、『センチメンタルグラフティ』の姉妹作、『センチメンタルプレリュード』にて他のSGガールズのメンバーと共にゲスト出演。ただし復帰したわけではなく、あくまでゲスト出演なため、オファーが無い限り声優の仕事はせず、普段は専業主婦として生活している。

## 人物
趣味は料理・パチンコで、特にパチンコにはかつてモーニングで並ぶこともあった（本人談）。特技は料理。部活動はソフトボール部。
学校をさぼってゲームソフト『ドラゴンクエスト』を買いに行ったというエピソードがある（本人談）。
『富士サファリパーク』のCMソングを唄っている人物が串田アキラであることを知らずに、和田アキ子が唄っていると信じていたが、実は串田アキラが唄っているという事実を知った時、ショックを受けた（本人談）。
憧れている声優に藤田淑子を挙げている。
実兄が大阪府警察所属の警察官である（本人談）。

## 出演
太字はメインキャラクター。

### テレビアニメ
- 空想科学世界ガリバーボーイ（1995年、メス馬、泣き女）
- 美少女戦士セーラームーン SuperS（1995年、女生徒）
- センチメンタルジャーニー（1998年、綾崎若菜）

### ゲーム
- センチメンタルグラフティ（1998年1月22日、綾崎若菜）
- みさきアグレッシヴ!（1998年7月23日）
- 学園戦隊ソルブラスト（1999年3月4日、二藤二美絵、桐生千鶴）
- センチメンタルグラフティ2（2000年7月27日、綾崎若菜）
- センチメンタルプレリュード（2004年10月28日、綾崎若菜）

### ラジオ
- センチメンタルナイト（1997年1月6日 - 12月29日）
- 帰ってきたセンチメンタルナイト（1998年4月7日 - 9月29日）
- Onlyセンチメンタルナイト2（1999年4月 - 2000年3月）